# Optivus
Optivus es un género de peces de la familia Trachichthyidae, del orden Beryciformes. Este género marino fue descrito científicamente por Gilbert Percy Whitley en 1947.

## Especies
Especies reconocidas del género:
- Optivus agastos M. F. Gomon, 2004
- Optivus agrammus M. F. Gomon, 2004
- Optivus elongatus (Günther, 1859)